# Lachtan japonský
Lachtan japonský (Zalophus japonicus či Zalophus californianus japonicus) byl ploutvonožec z čeledi lachtanovitých (Pinnidae), který vyhynul zřejmě po roce 1950.
Až do roku 2003 byl považovaný za poddruh lachtana kalifornského (Zalophus californianus ssp. japonicus); nicméně byl později uznán za samostatný druh. I přesto mnoho klasifikátorů považuje lachtana japonského za poddruh lachtana kalifornského a s uznáním za samostatný druh nesouhlasí. Někteří konstatují, že japonicus, californianus a wollenbaeki (Lachtan galapágský) jsou odlišné druhy proto, že mají příliš od sebe vzdálené areály rozšíření a že jsou i vzhledově velice rozdílní.
Dříve obývali Japonské moře, zvláště území pobřežních oblastí u Japonského souostroví a Korejský poloostrov. Zdržovali se převážně na otevřených a rovných písečných plážích, ale občas se objevili i v oblastech, kde převládá převážně skalnatý povrch.

## Popis
Samec lachtana japonského byl tmavě šedý, dosahoval hmotnosti od 450 do 560 kg a na délku měřil 2,3 až 2,5 m; byly tudíž delší než samci jejich příbuzných lachtanů kalifornských. Samice byly podstatně menší; dosahovali délky 1,64 metrů a měli světlejší barvu srsti než samci.

## Rozšíření
Samice většinou porodily na plochých, otevřených písečných plážích a v oblastech, kde převládá skalnatý povrch jen zřídka. Jejich prioritou byl také spánek a odpočinek v jeskyních.
Nejvíce pozůstatků lachtana japonského bylo nalezeno v Japonském moři podél pobřežních oblastí u Korejského poloostrova, na souši Japonského souostroví (obojí podél Tichého oceánu a Japonského moře), na Kurilských ostrovech a na jižním cípu Kamčatských poloostrovů.
Staré korejské záznamy také udávají, že byly ostatky nalezeny v rozsáhlých oblastech zahrnující Japonské moře, ale hlavně Bo Hai a Žluté moře.

## Vyhynutí
S počátkem 20. století začal počet volně žijících lachtanů japonských rázně klesat s narůstajícím lovem a jen v roce 1900 se ulovilo 3200 jedinců, což stálou populaci výrazně ohrozilo. Již v roce 1915 byla situace velice vážná a v přírodě žilo jen na 300 jedinců, ale lov neustával. Netrvalo dlouho a již na konci čtyřicátých let 20. století byla zaznamenána poslední malá skupina lachtanů japonských, která se později stala také kořistí rybářů a tak již padesátá léta můžeme považovat za ty, v kterých byl lachtan japonský zcela vyhuben.